# Ops
Ops, ook wel Opis genoemd, is een Romeinse godin die de gade was van Saturnus.
Ze gold als godin van de vruchtbaarheid van de aarde, meer in het bijzonder van de zaadvelden en de oogst. Als zodanig heet zij ook wel Consivia, "de plantende". 
Ze werd samen met Saturnus vereerd in een heiligdom aan de voet van de Capitolijnse heuvel. Haar feest, de Opalia, viel in eerste instantie volledig samen met de saturnaliën. Na Caesars tijd werd het gevierd op 19 december. In de oogsttijd, op 25 augustus, werd aan haar een dankoffer gebracht, Opeconsiva.